# طلال العنزي (لاعب جودو)
طلال العنزي (28 ديسمبر 1985) هو لاعب جودو كويتي، لعب في فئة نصف الوزن الثقيل. مثل العنزي الكويت في دورة الألعاب الأولمبية الصيفية 2008 في بكين، حيث تنافس في فئة نصف الوزن الثقيل للرجال (100 كجم). خسر مباراته التمهيدية الأولى بفارق إيبون وهان جوشي (رمي الورك الربيعي) أمام لاعب كازاخستان أشات زيتكييف. ولأن خصمه تقدم أكثر في النهائي، فقد قدم العنزي فرصة أخرى للحصول على الميدالية البرونزية بدخول جولات الإعادة. هُزم في مباراته الأولى على يد أميل ميكيتش من البوسنة والهرسك، الذي نجح في تسجيل إيبون وتاني أوتوشي (سقوط الوادي)، في ثلاث دقائق وأربع وثلاثين ثانية.

## روابط خارجية
- طلال العنزي على موقع JudoInside.com (الإنجليزية)
- طلال العنزي على موقع أوليمبيديا (الإنجليزية)